# Банда братьев Самойленко
Банда братьев Самойленко (Банда «Черного капитана») — преступное формирование, действовавшее в южных регионах РСФСР (Краснодарский край, Ставропольский край, Ростовская область) в конце 1970-х годов.

## Создание банды
Старший из братьев Самойленко — Дмитрий родился в 1939 году в Приморском крае. Впервые его осудили ещё в 1956 году. В тюрьме он провел 22 года. В последний раз он освободился осенью 1978 года, и приехал в Майкоп с одной-единственной целью — создать вооруженную банду. К его удивлению и радости, уговаривать младших долго не пришлось — они практически сразу согласились. Более того, сразу после первой встречи Юрий принес малокалиберную винтовку с патронами. А ещё через некоторое время они обзавелись револьвером системы Нагана.
24 января 1979 года бандиты угнали автомашину ВАЗ-2101, которую планировали использовать для налёта на инкассаторов.

## Преступления
6 июля 1979 года бандиты выехали из Майкопа в Ставропольский край и возле города Невинномысска совершили нападение на автомашину «ВАЗ-2103», в которой находились трое мужчин. Бандиты в упор расстреляли всех троих, тела отвезли к Армавиру и там зарыли в землю. Одним из убитых оказался инспектор ГАИ, и его форма была взята бандитами для совершения последующих преступлений.
29 июля того же года братья Самойленко напали на детский сад в Ставрополе, убили сторожа и похитили предметов (пишущая машинка, ковры) на сумму 2800 рублей. На эти деньги братья приобрели два пистолета системы «Beretta» у Сергея Леженникова
19 августа на трассе Ростов-на-Дону — Краснодар бандиты подстерегли автомашину «ВАЗ-2106», убили еe владельца и взяли автомобиль, магнитофон и другие вещи.
30 августа на той же трассе бандиты расправились с целой семьей.
12 сентября на трассе Ростов-на-Дону — Баку братья Самойленко (Дмитрий, как всегда, был в форме инспектора ГАИ) остановили очередную машину и хладнокровно убили её владельца.
15 сентября в районе Большого Ставропольского оросительного канала они совершили налет на автомашину, в которой находились два жителя города Ташкента. Пассажиры были убиты и закопаны в ближайшей лесополосе.
11 октября бандиты попытались убить водителя автомашины ВАЗ-2101, однако тот вывернул руль и сбил Дмитрия Самойленко с ног.
Дмитрий задумал нападение на кассира одного из колхозов. Ради этой цели бандиты решили 12 ноября 1979 года угнать автомашину, и угон удался.
Нападение на кассира всё же состоялось 13 ноября. По дороге к отделению Госбанка СССР Дмитрий увидел тяжелый грузовик Урал-377. Бандиты решили провести операцию в 30 километрах от Ставрополя. Двое мужчин, сидевшие в кабине грузовика, были застрелены. В их карманах убийцы обнаружили 4500 рублей. Кроме денег, бандитам достались нутриевая шапка, меховая шуба и двое наручных часов. Убийцы закопали трупы в лесопосадке.
В начале 1980 года бандиты решили заняться квартирными кражами. 4 и 11 января они ограбили две квартиры, параллельно с этим 7 января они совершили ещё одно убийство автовладельца.

## Арест и суд
Всех братьев и Леженникова арестовали в марте 1980 года. В январе 1982 года Дмитрий Самойленко скончался в камере СИЗО. 16 апреля 1982 года всех бандитов осудили. Юрий и Валерий Самойленко получили высшую меру наказания — расстрел, в том же 1982 году их расстреляли. Сергей Леженников получил 15 лет лишения свободы. Гражданская жена Дмитрия Самойленко, принимавшая участие в ряде убийств — 13 лет заключения.